# Gastronomía del Sudeste Asiático
Bajo el apelativo de Cocinas del Sudeste Asiático se agrupan un conjunto de países (11 países) de gran variedad que pertenecen al Extremo Oriente y Asia, se trata de un conjunto de gastronomías muy influenciadas por la cocina de China y la cocina de India, dando lugar a innumerables platos y costumbres culinarias en común entre ellos, no obstante puede distinguirse en la mayoría de las costumbres las dos tendencias: la malasia o insular (con abundancia de pescado, frutas y verduras) y la asiática (cerdo, currys, fideos, etc.). Algunas de las religiones mayoritarias marcan el ritmo y la necesidad tanto de comer como de evitar ciertos alimentos, por esta razón se tiene como religiones del sureste asiático: Islam, Hinduismo y el budismo Theravada.

## Influencias
Cabe destacar entre las influencias que hace este conjunto de gastronomías sobre otras gastronomías, entre ellas se puede notar claramente una influencia sobre la cocina estadounidense debido en parte a la inmuerable cantidad de restaurantes (Thai) que han hecho tan popular este estilo de comida. Otra de las gastronomías influenciadas por esta región asiática es cocina holandesa en parte debido a que el territorio fue lo que en tiempos se denominó Imperio neerlandés, algunos platos como el Nasi Goreng aparece en muchos restaurantes de Ámsterdam.

## Ingredientes
Uno de los primeros es el arroz que suele tomarse en casi todos los países de la zona en diferentes variedades, fundamentalmente son todos ellos de grano largo, como el basmati o el arroz jazmín, y algunos procesos de cocinado son muy característicos como el arroz frito. En el terreno de las legumbres es muy conocida la soja. El siguiente ingrediente en empleo es la pasta que se toma en forma de fideos y que es una influencia claramente asiática en las gastronomías lugareñas. Es habitual en algunas zonas la entomofagia y uno de los insectos más famosos es el Lethocerus indicus (denominado cà cuống en Vietnam y maeng-da-na en Tailandia).
Las salsas son muy comunes en todos los países del sureste asático, en especial las muy picantes salsas, existen aquellas que son empleadas como condimento, como las salsa de pescado, la pasta de gambas, etc. Un elemento común es el empleo de la leche de coco. Entre las técnicas de cocinado más comunes se encuentra el stir frying.

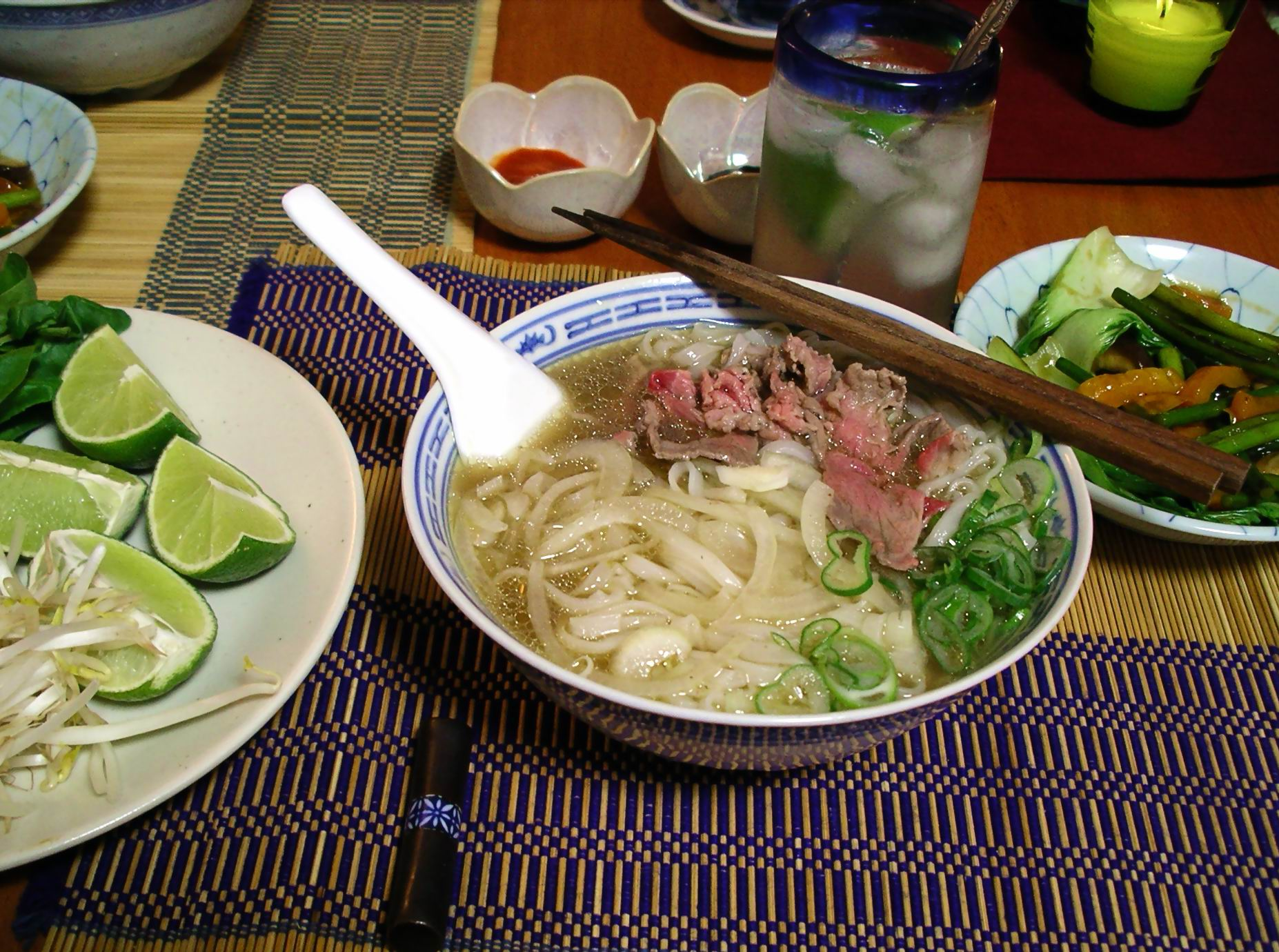
La sopa omnipresente en la cocina del sureste asiático. Vietnamita Pho bo (arroz con sopa de fideos y ternera).